# Bergwertung (Giro d’Italia)
Die Bergwertung des Giro d’Italia wurde erstmals beim Giro d’Italia 1933  ausgetragen. Es gewinnt der Fahrer, der die meisten Punkte während aller Etappen sammelt. Die Punkte werden für die Platzierung auf klassifizierten Anstiegen während der Etappe vergeben.
Erster Gewinner war Alfredo Binda. Rekordgewinner ist Gino Bartali mit sieben Siegen.
Von 1974 bis 2011 wurde für den Führenden der Bergwertung beim Giro d’Italia ein grünes  Wertungstrikot (Maglia Verde) vergeben. 2012 wurde die Farbe dieses Führungstrikots durch Azurblau, das Maglia Azzurra ersetzt.

## Palmarès
- 1933  Alfredo Binda
- 1934  Remo Bertoni
- 1935  Gino Bartali
- 1936  Gino Bartali
- 1937  Gino Bartali
- 1938  Giovanni Valetti
- 1939  Gino Bartali
- 1940  Gino Bartali
- 1946  Gino Bartali
- 1947  Gino Bartali
- 1948  Fausto Coppi
- 1949  Fausto Coppi
- 1950  Hugo Koblet
- 1951  Louison Bobet
- 1952  Raphaël Géminiani
- 1953  Pasquale Fornara
- 1954  Fausto Coppi
- 1955  Gastone Nencini
- 1956  Charly Gaul &  Federico Bahamontes
- 1957  Raphaël Géminiani
- 1958  Jean Brankart
- 1959  Charly Gaul
- 1960  Rik Van Looy
- 1961  Vito Taccone
- 1962  Angelo Soler
- 1963  Vito Taccone
- 1964  Franco Bitossi
- 1965  Franco Bitossi
- 1966  Franco Bitossi
- 1967  Aurelio González Puente
- 1968  Eddy Merckx
- 1969  Claudio Michelotto
- 1970  Martin Van Den Bossche
- 1971  José Manuel Fuente
- 1972  José Manuel Fuente
- 1973  José Manuel Fuente
- 1974  José Manuel Fuente
- 1975  Andrés Oliva &  Francisco Galdós
- 1976  Andrés Oliva
- 1977  Faustino Fernández Ovies
- 1978  Ueli Sutter
- 1979  Claudio Bortolotto
- 1980  Claudio Bortolotto
- 1981  Claudio Bortolotto
- 1982  Lucien Van Impe
- 1983  Lucien Van Impe
- 1984  Laurent Fignon
- 1985  José Luis Navarro
- 1986  Pedro Muñoz
- 1987  Robert Millar
- 1988  Andrew Hampsten
- 1989  Luis Herrera
- 1990  Claudio Chiappucci
- 1991  Iñaki Gastón
- 1992  Claudio Chiappucci
- 1993  Claudio Chiappucci
- 1994  Pascal Richard
- 1995  Mariano Piccoli
- 1996  Mariano Piccoli
- 1997  Chepe González
- 1998  Marco Pantani
- 1999  Chepe González
- 2000  Francesco Casagrande
- 2001  Fredy González
- 2002  Julio Pérez Cuapio
- 2003  Fredy González
- 2004  Fabian Wegmann
- 2005  José Rujano
- 2006  Juan Manuel Gárate
- 2007  Leonardo Piepoli
- 2008  Emanuele Sella
- 2009  Stefano Garzelli
- 2010  Matthew Lloyd
- 2011  Stefano Garzelli
- 2012  Matteo Rabottini
- 2013  Stefano Pirazzi
- 2014  Julián Arredondo
- 2015  Giovanni Visconti
- 2016  Mikel Nieve
- 2017  Mikel Landa
- 2018  Chris Froome
- 2019  Giulio Ciccone
- 2020  Ruben Guerreiro
- 2021  Geoffrey Bouchard
- 2022  Koen Bouwman
- 2023  Thibaut Pinot
- 2024  Tadej Pogačar
- 2025  Lorenzo Fortunato